# Quạt biển thẳm
Quạt biển thẳm, còn được gọi là quạt biển sâu, châu thổ ngầm hay quạt ngầm là các cấu trúc địa chất ngầm dưới nước liên quan đến sự lắng đọng trầm tích quy mô lớn và được hình thành bởi các dòng xáo động (dòng rối). Chúng có thể được coi là phiên bản ngầm dưới nước của quạt bồi tích và có thể thay đổi kích thước đáng kể, với chiều rộng từ vài km đến vài nghìn km. Lớn nhất là quạt Bengal, tiếp theo là quạt Ấn, nhưng các quạt lớn cũng tìm thấy tại các lưu vực của Amazon, Congo, Mississippi và các nơi khác.

## Sự hình thành
Quạt biển thẳm (hoặc quạt biển sâu) được hình thành từ các dòng xáo động.
Những dòng chảy này bắt đầu khi một hoạt động địa chất đẩy các trầm tích nằm trên rìa thềm lục địa xuống dốc lục địa, tạo ra một vụ lở đất ngầm dưới nước. Một lớp hồ đặc bao gồm bùn và cát trôi nhanh về phía dưới chân dốc, cho đến khi dòng chảy chậm đi. Khi tốc độ dòng chảy giảm thì khả năng vận chuyển trầm tích của nó cũng giảm, làm lắng đọng các hạt mà nó mang theo, do đó tạo ra một quạt ngầm. Bùn tiếp tục chậm lại khi nó được di chuyển về phía chân dốc lục địa cho đến khi nó chạm tới đáy đại dương. Điều này tạo ra một loạt các trầm tích được phân loại của cát, sét và bùn, được gọi là trọc tích, như được mô tả bởi trình tự Bouma.